# 11256 Fuglesang
11256 Fuglesang (1978 RO8) är en asteroid, upptäckt den 2 september 1978 vid Europeiska sydobservatoriet (ESO) av Uppsalaastronomen Claes-Ingvar Lagerkvist. Asteroiden uppkallades av Lagerkvist efter Sveriges första astronaut, Christer Fuglesang strax efter Fuglesangs första rymdfärd, vilket tillkännagavs vid Fuglesangs besök på Uppsala universitet i januari 2007.